# 六十面体
六十面体（ろくじゅうめんたい、英: hexecontahedron）とは、60つの面からなる多面体である。カタランの立体の中では4種、その他の一様多面体の双対の中では27種（無限遠点を含むものを含めた場合は28種）が該当する。

## 主な六十面体

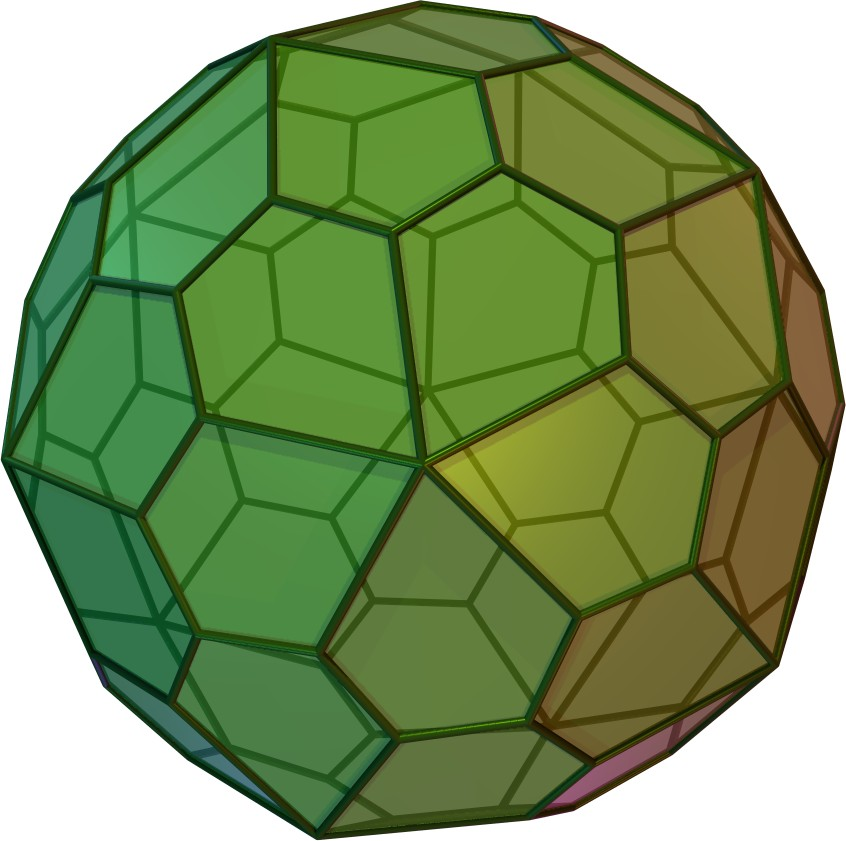
五角六十面体
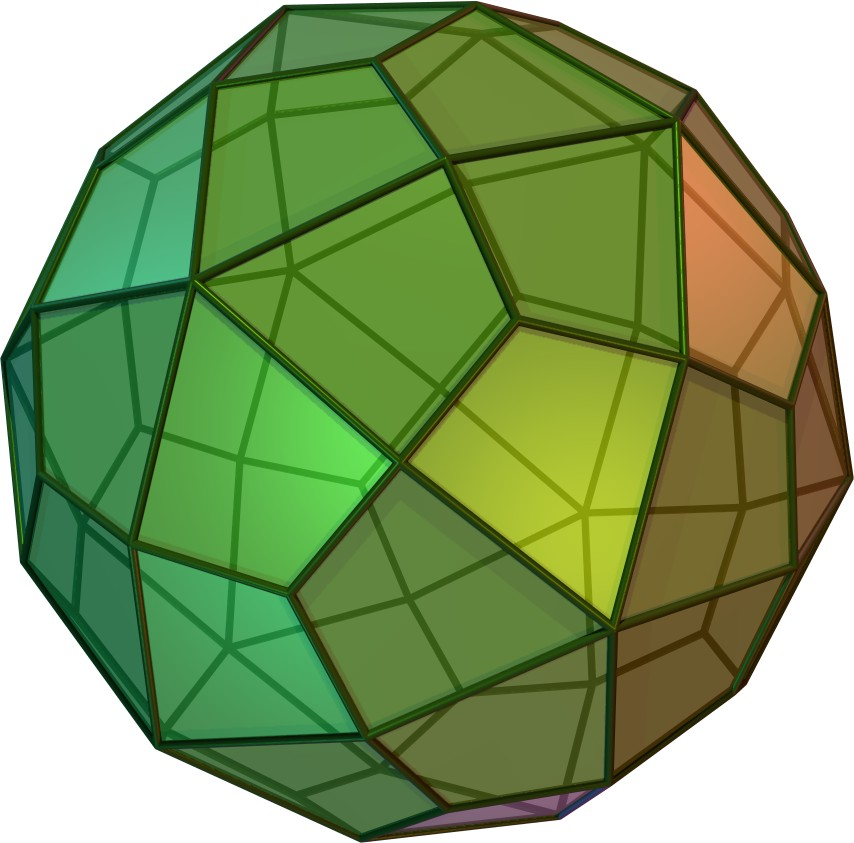
凧形六十面体
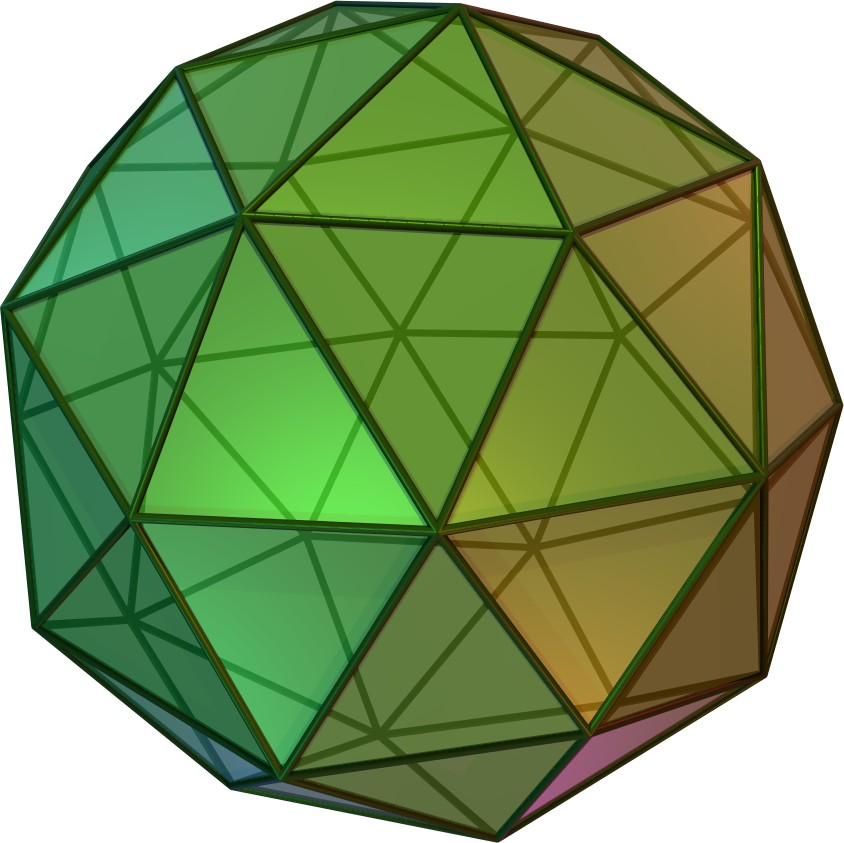
五方十二面体
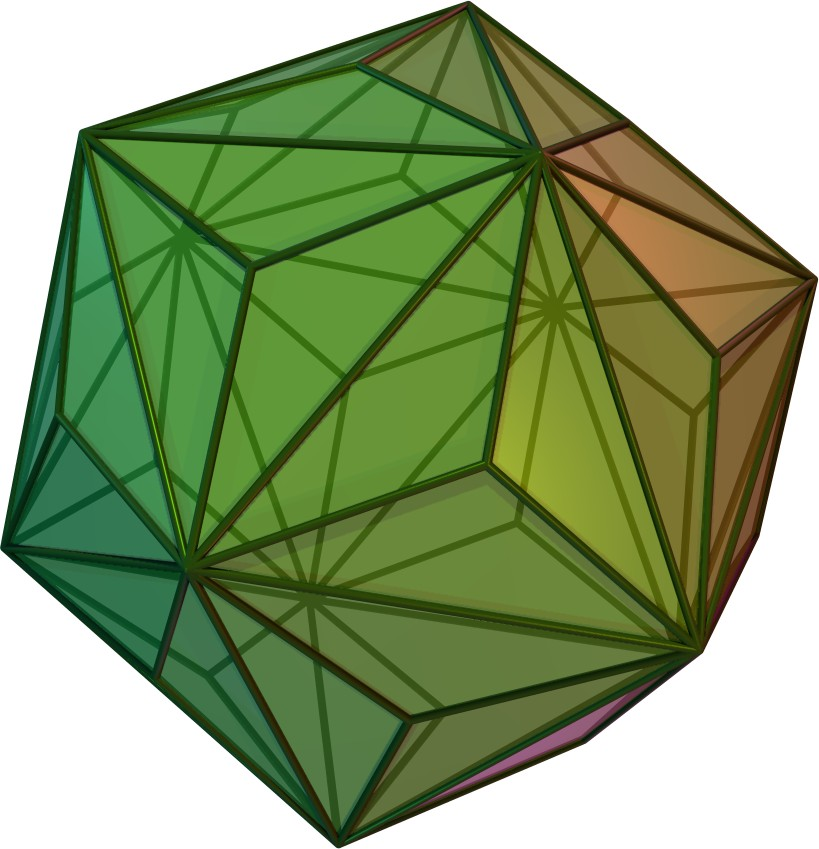
三方二十面体
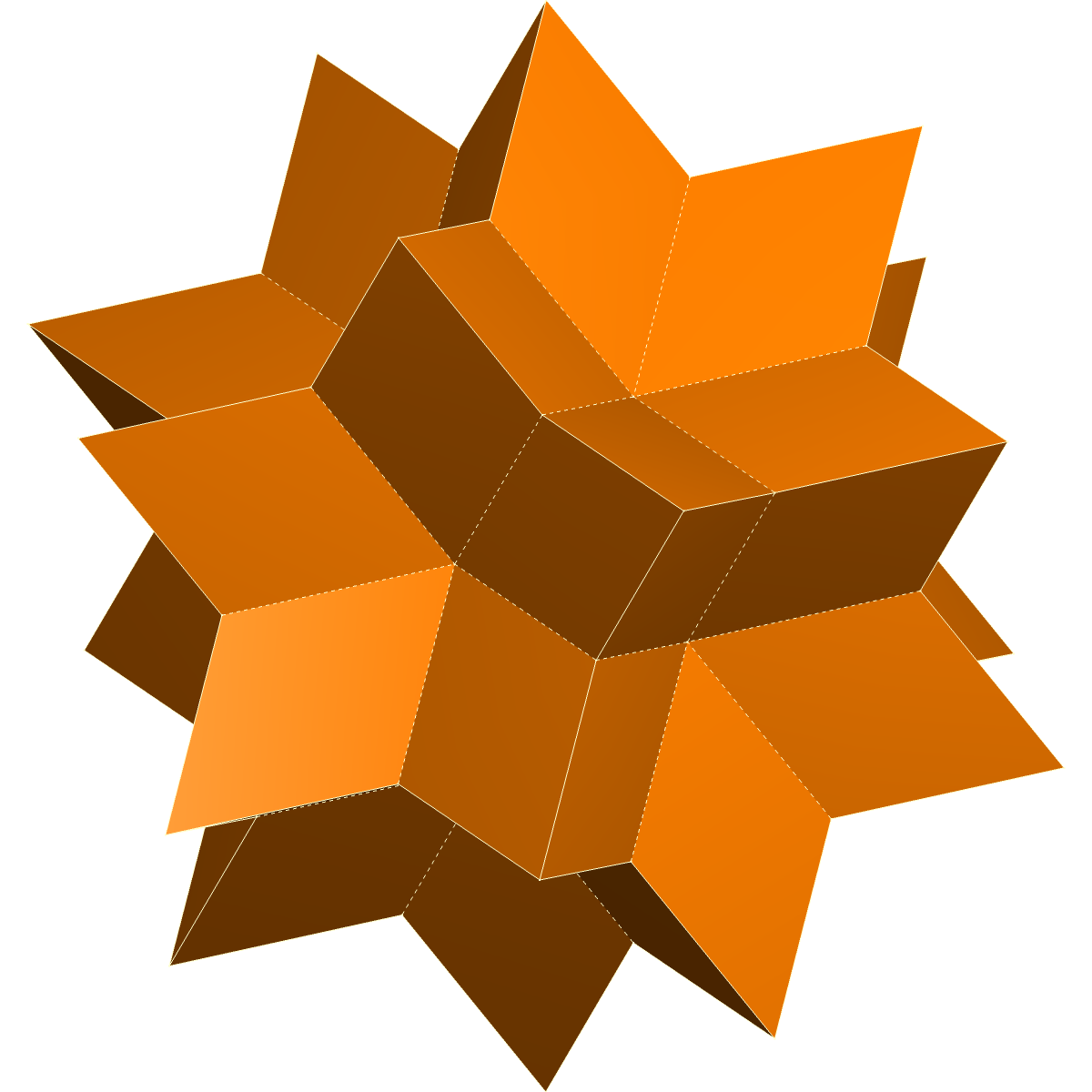
菱形六十面体（英語版）
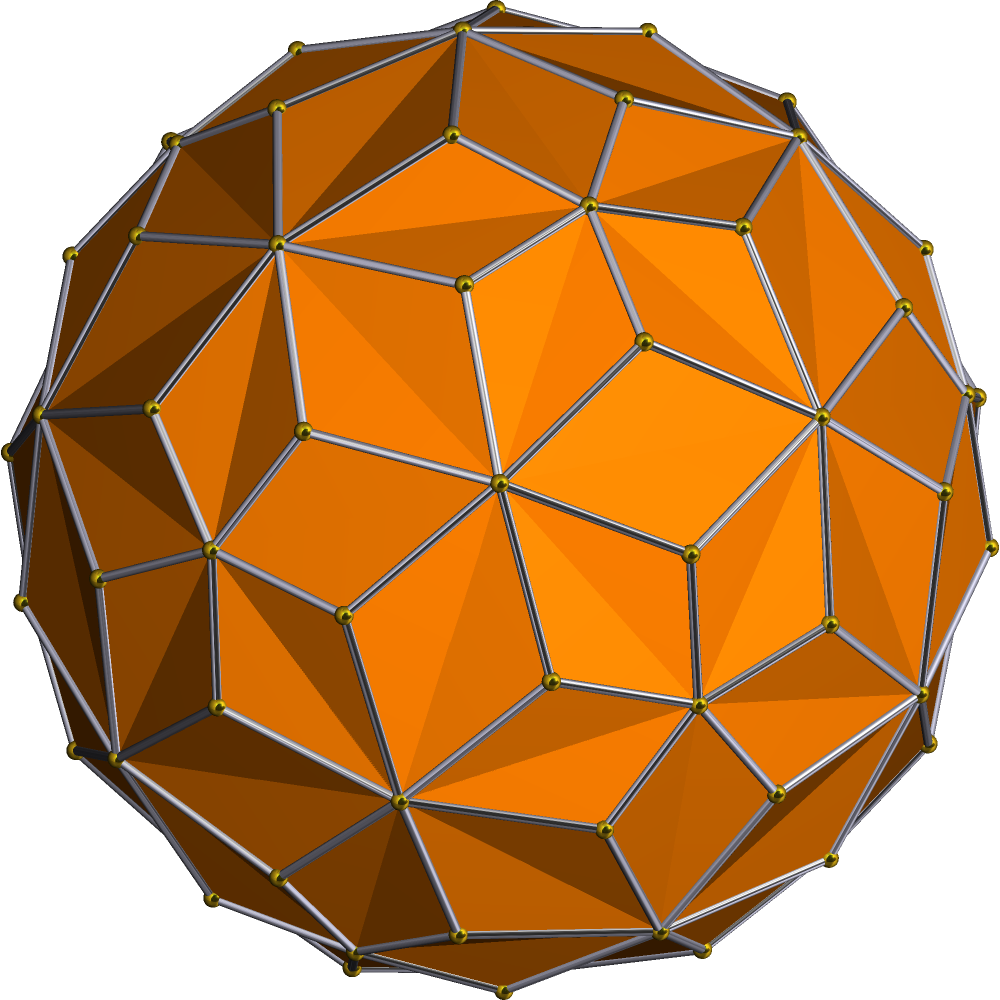
小六角六十面体（英語版）
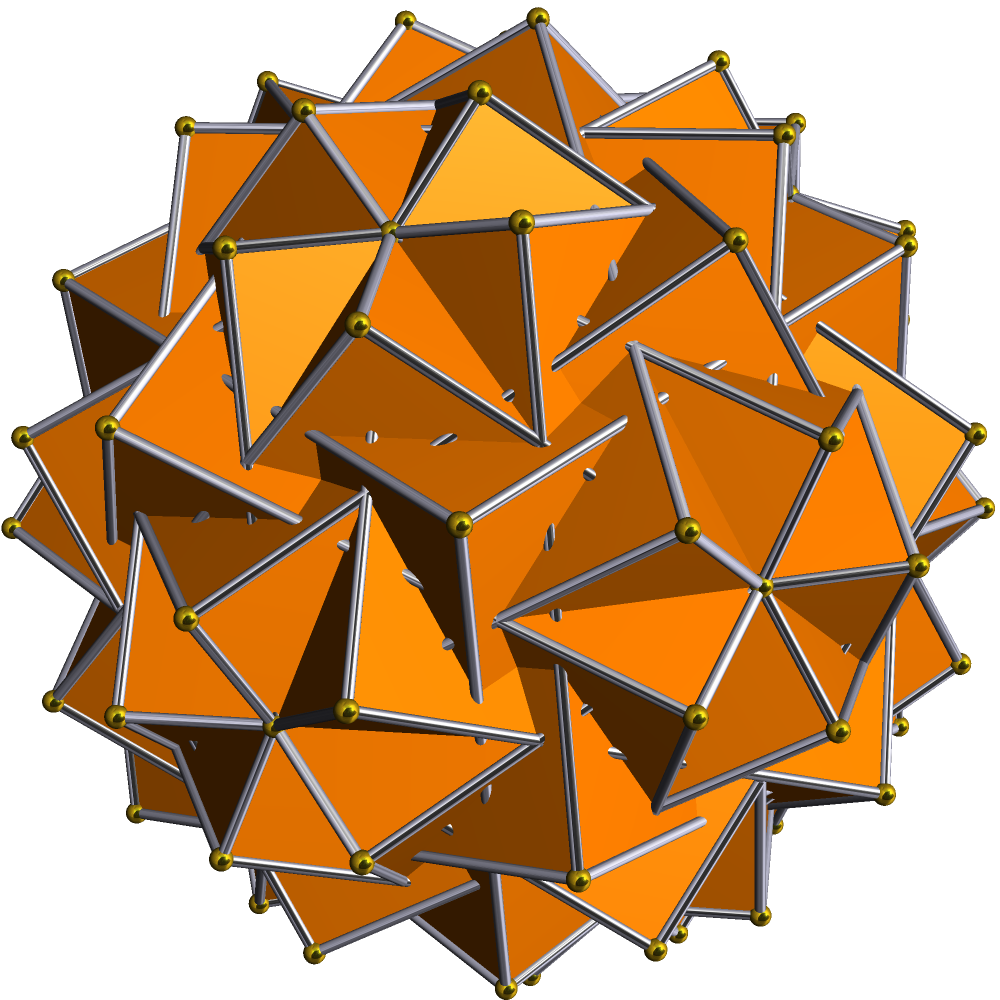
大六角六十面体（英語版）
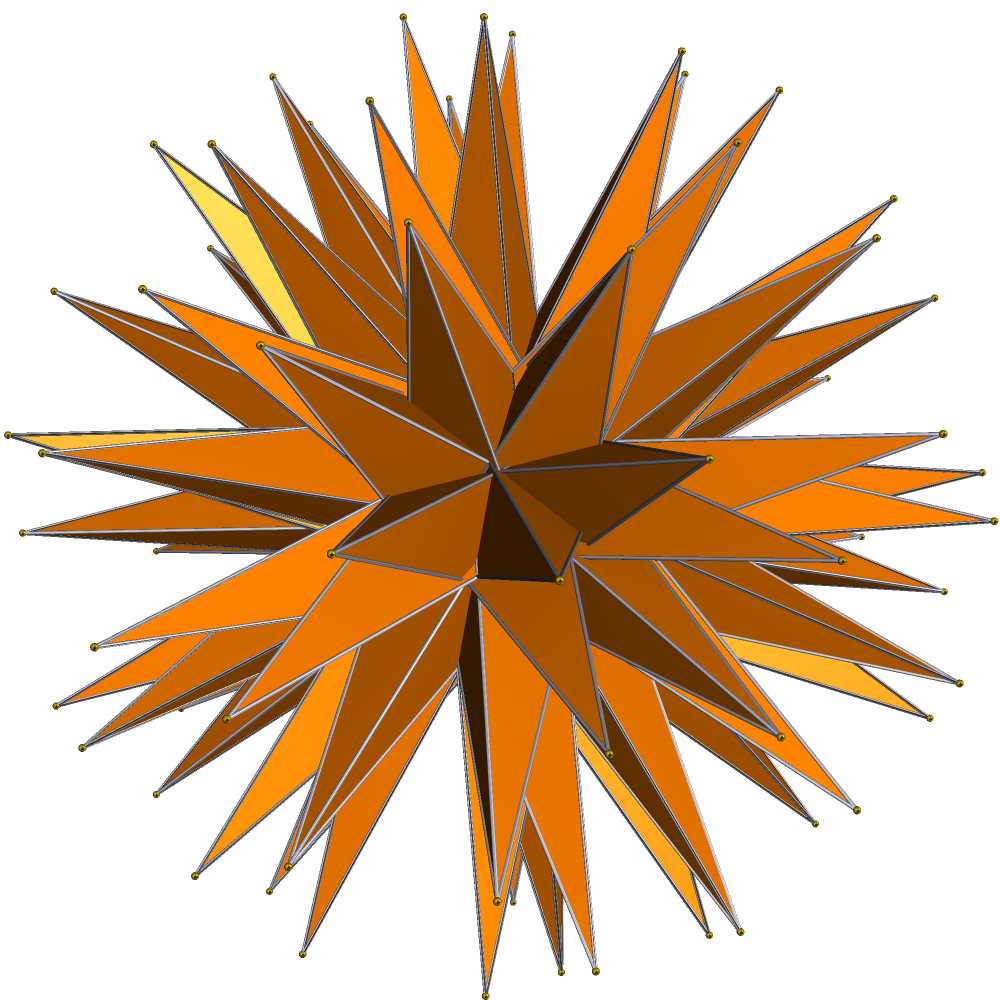
大五線星型六十面体（英語版）